# Pulaski (ferramenta)

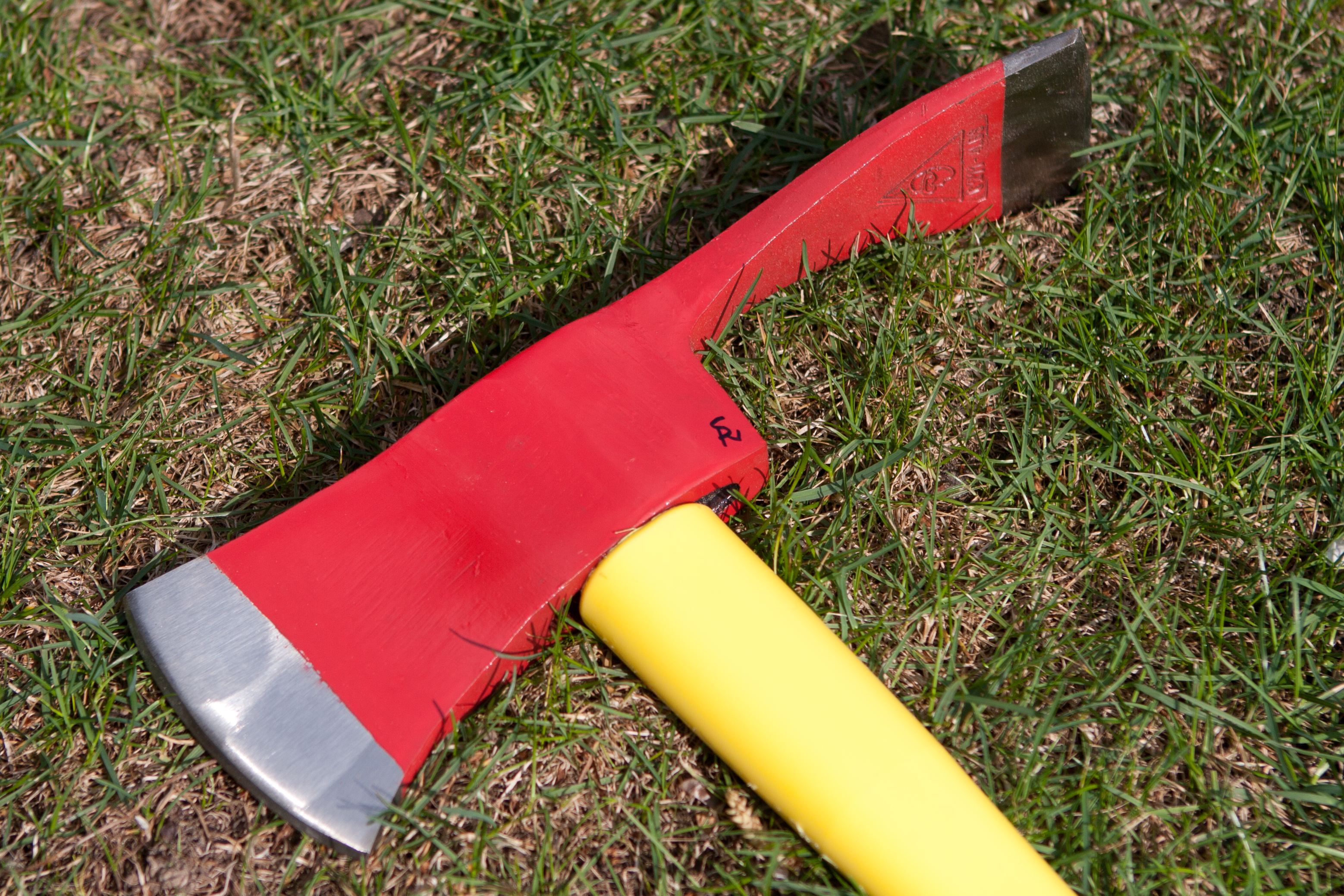
A cabeça de um Nupla PA375-LESG Pulaski

O Pulaski é uma ferramenta manual usada no combate de incêndios florestais.
A ferramenta combina um machado e uma Enxó como cabeça, semelhante à de uma picareta, com um cabo rígido de madeira, plástico ou fibra de vidro. O Pulaski é uma ferramenta versátil para a construção de faixas de terra limpa, visto que ele pode ser usado tanto para cavar o solo quanto para cortar madeira. Ele também está bem adaptado para a construção de trilhas, para jardinagem e para outros trabalhos ao ar livre. Como ferramenta de jardinagem ou escavação, é eficaz para cavar buracos em solos duros ou cobertos de raízes.
A invenção do Pulaski é creditada a  Ed Pulaski, um policial florestal do Serviço Florestal dos Estados Unidos, em 1911, apesar do fato de que uma ferramenta semelhante fora introduzida pela primeira vez em 1876 pela Collins Tool Company. Ed Pulaski era famoso por tomar medidas que salvaram a vida de uma equipe de 45 bombeiros durante o desastroso incêndio de Idaho, em Agosto de 1910. Sua invenção (ou reinvenção) da ferramenta que leva o seu nome pode ter sido um resultado direto do desastre, uma vez que ele vira a necessidade de melhores ferramentas no combate a incêndios. Ed Pulaski refinou ainda mais a ferramenta em 1913, que passou a ser utilizada na região das Montanhas Rochosas. Em 1920, o Serviço Florestal liberou para que a ferramenta passasse a ser manufaturada comercialmente, mas continuou sendo utilizada apenas regionalmente por alguns anos. A ferramenta tornou-se um padrão nacional na década de 1930.
Levantar a ferramenta acima da altura da cabeça, enquanto a gira é desencorajado, pois isso desperdiça energia e cria riscos de segurança.